# The Pod Generation
The Pod Generation är en brittisk romantisk komedifilm som hade premiär i USA i januari 2023 vid Sundance Film Festival. Filmen är regisserad av Sophie Barthes, som även skrivit filmens manus.

## Handling
Filmen utspelar sig i New York i en nära framtid och kretsar kring Rachel och Alvy. Rachel, som är en ledare för ett tekniskt företag, får en eftertraktad plats på Womb Center, som erbjuder ett bekvämt moderskap i form av avtagbara konstgjorda livmödrar. Men Alvy, en naturdyrkande botaniker, föredrar en naturlig graviditet.

## Rollista (i urval)
- Emilia Clarke - Rachel Novy
- Chiwetel Ejiofor - Alvy Novy
- Megan Maczko - Eliza
- Vinette Robinson - Alice
- Jelle De Beule - Ben
- Eliza Butterworth - Masha
- Rosalie Craig
- Kathryn Hunter
- Jean-Marc Barr